# Audrey Jones Beck

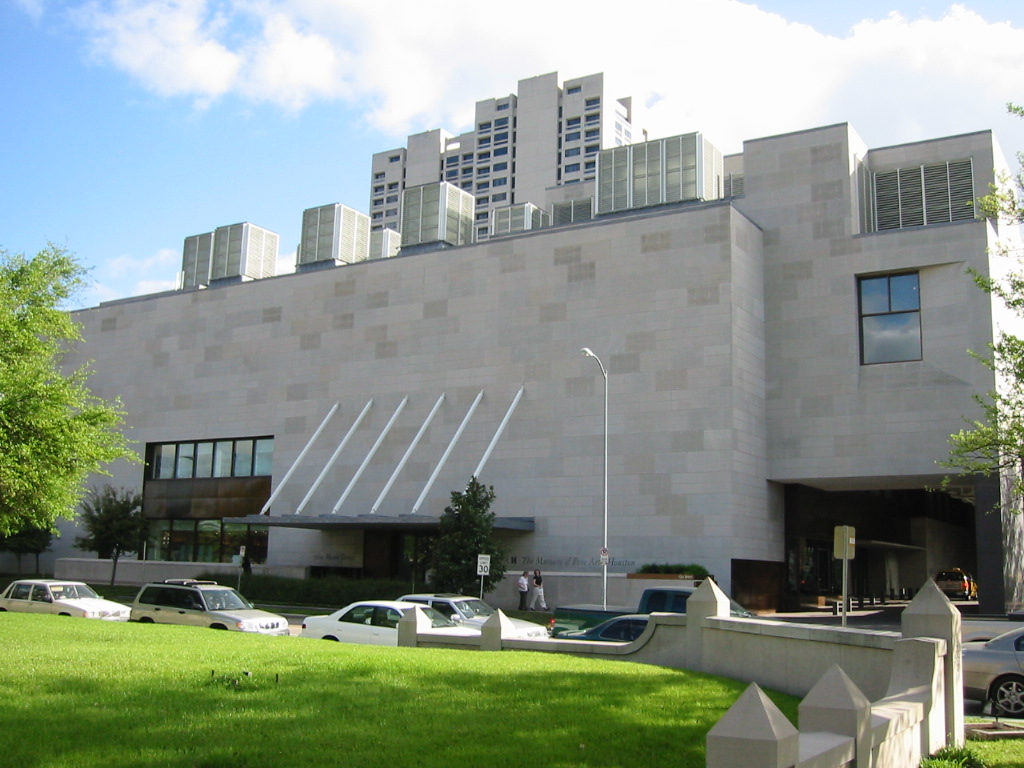
Audrey Jones Beck Building, nach der Stifterin benannter Anbau des Museum of Fine Arts in Houston

Audrey Jones Beck (* 27. März 1924 in Houston; † 22. August 2003 in Houston) war eine US-amerikanische Kunstsammlerin und Mäzenin. Sie unterstützte finanziell über mehrere Jahrzehnte verschiedene kulturelle Einrichtungen ihrer Heimatstadt. Ihre Kunstsammlung mit Arbeiten von Künstlern von Claude Monet bis Wassily Kandinsky stiftete sie dem Museum of Fine Arts, Houston, wo sie in einem nach der Sammlerin benannten Gebäude gezeigt werden.

## Leben
Audrey Jones kam 1924 als Tochter von Audrey und Tilford Jones in Houston zur Welt. Die Familie gehörte zur vermögenden Oberschicht der Stadt. Ihr Großvater war der Zeitungsverleger Jesse H. Jones. Er war Besitzer des Houston Chronicle und mehrerer Immobilien in Texas. Zudem bekleidete er verschiedene Positionen in Washington, D.C. und war unter Präsident Franklin D. Roosevelt Handelsminister der Vereinigten Staaten. Ihre Kindheit verbrachte sie teilweise bei den Großeltern in Washington und begleitete diese bei Besuchen ins Weiße Haus.

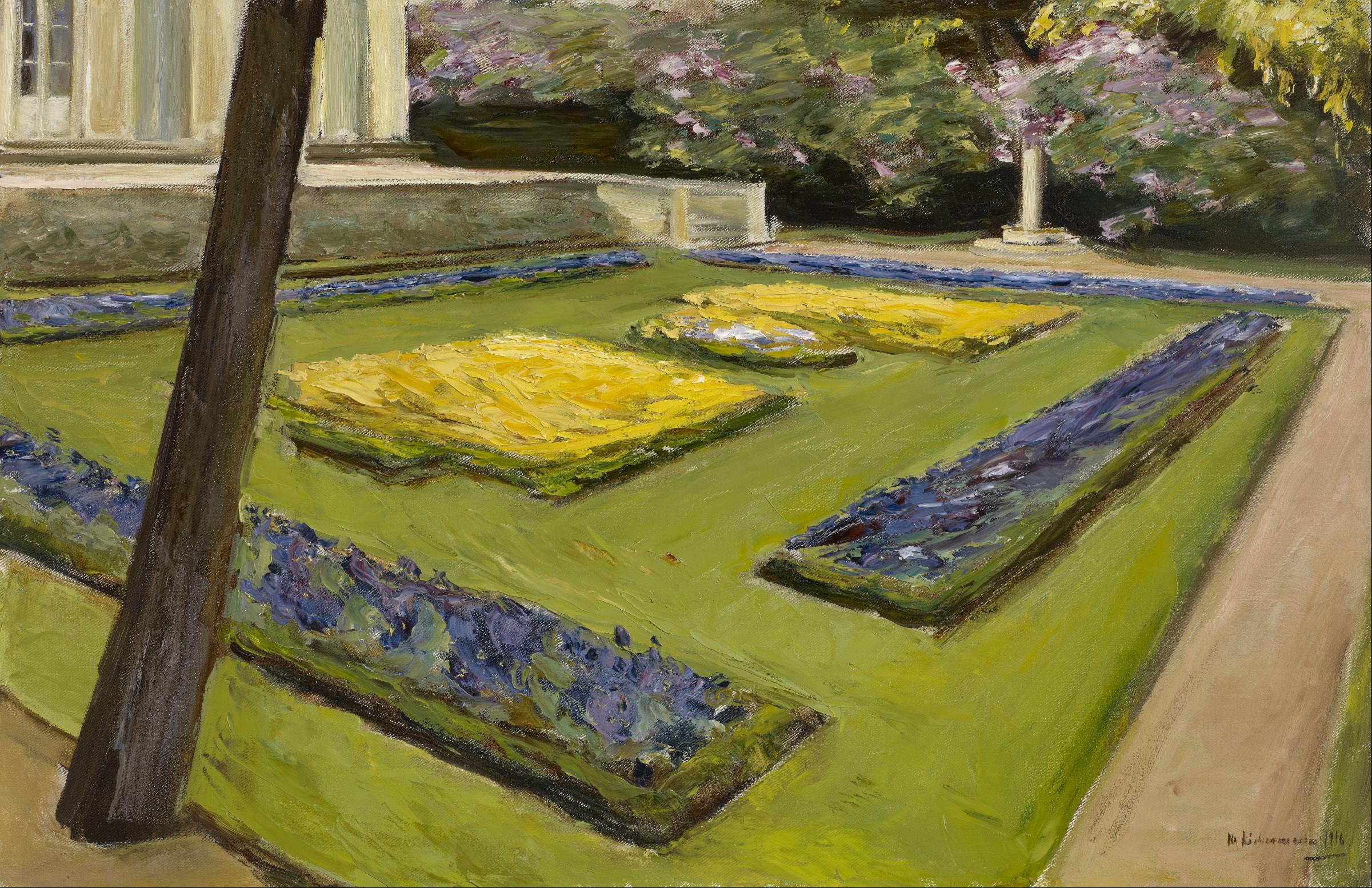
Max Liebermann: Terrasse im Garten am Wannsee nach Nordwesten, Museumsankauf mit Mitteln des Audrey Jones Beck Fund

Bis 1939 besuchte sie zunächst die Privatschule The Kinkaid School in Piney Point Village, anschließend das Mount Vernon College for Women in Washington, D.C. und wechselte 1940 an die University of Texas at Austin. Ein Jahr später lernte sie den bei der Marine stationierten Piloten John Beck kennen, den sie 1942 heiratete. Nach dem Zweiten Weltkrieg ließen sich die Eheleute in Houston nieder, wo John Beck ein Handelsunternehmen für Baumaschinen leitete. Audrey Jones Beck engagierte sich in vielfältiger Weise in sozialen und kulturellen Angelegenheiten. So leitete sie die von ihren Großeltern Jesse H. und Mary Gibbs Jones begründete Wohltätigkeitsorganisation Houston Endowment. Darüber hinaus war sie Mitglied in den Gremien der Houston Grand Opera, des Houston Ballet, des Houston Symphony Orchestra und des Museum of Fine Arts.
Audrey Jones Beck, selbst Hobbymalerin, begann verstärkt seit den 1960er Jahren mit dem Aufbau einer Kunstsammlung. Sie konzentrierte sich hierbei auf Werke des Impressionismus und Post-Impressionismus. 1971 schenkte sie dem Museum of Fine Arts ein erstes Gemälde, Die Seine in Paris von Armand Guillaumin. Gemeinsam mit ihrem Mann rief sie den John A. and Audrey Jones Beck Fund (seit 1987 Audrey Jones Beck Fund) ins Leben. Mit dieser Stiftung verfügt das Museum of Fine Arts über einen Ankaufsetat speziell für Gemälde des Impressionismus und Post-Impressionismus. Zu den Erwerbungen des Museums aus diesem Etat gehört beispielsweise das Gemälde Terrasse im Garten am Wannsee nach Nordwesten von Max Liebermann. Nach dem Tod von John A. Beck 1973 stiftete die Sammlerin dem Museum of Fine Arts neun Gemälde und überließ ihm weitere Werke als Dauerleihgabe. Die stetig erweiterte Sammlung ist seit 1974 als John A. and Audrey Jones Beck Collection im Museum zu sehen und wurde später dem Museum gestiftet. Sie befindet sich seit 2000 im Audrey Jones Beck Building, einem nach Plänen des Architekten Rafael Moneo errichteten Erweiterungsbau des Museums. Das nach der Sammlerin und Stifterin benannte Gebäude wurde unter anderem durch eine Zuwendung von 20 Millionen Dollar der von ihr geleiteten Organisation Houston Endowment finanziert. Audrey Jones Beck starb 2003 in ihrer Heimatstadt Houston.

## Kunstsammlung
Audrey Jones Beck erwarb ihr erstes Gemälde bereits mit 16 Jahren. Während eines Aufenthaltes in Paris erstand sie 1938 ein Landschaftsbild von Jean-Honoré Fragonard. Als sich nach dem Zweiten Weltkrieg ihr Sammlungsfokus veränderte, verschenkte sie dieses Bild an einen Freund. Der Schwerpunkt ihrer vor allem in den 1960er und 1970er Jahren angelegten Sammlung erstreckt sich auf Werke meist französischer Künstler aus der Entstehungszeit zwischen 1860 und 1930.
Zu den frühesten Arbeiten der Sammlung Beck, die heute im Museum of Fine Arts in Houston gezeigt werden, gehört das Bild Réunion d’avocats von Honoré Daumier. Das Gemälde aus dem Jahr 1860 gibt in der für den Künstler typisch-karikierenden Weise eine kleine Gruppe von Rechtsanwälten wieder. Zu den Vorläufern des Impressionismus gehören Werke Johan Barthold Jongkind, Eugène Boudin und Frédéric Bazille. Von Jongkind besaß die Sammlerin eine Paysage Hollandaise, von Boudin die Strandszene Femmes de pêcheurs au board de la mer und von Bazille das Gartenbild Le petit jardinier. Einen Schwerpunkt der Sammlung bilden Werke des Impressionismus. Hier finden sich die Landschaftsbilder La gardeuse d’oies à Montfoucault, gelée blanche von Camille Pissarro und L’inondation - Route de Saint-Germain von Alfred Sisley, die Stadtansicht La Seine à Paris von Armand Guillaumin sowie die Abbildung russischer Tänzerinnen in einer Landschaft, Danseuses Russes von Edgar Degas. Von Édouard Manet besaß die Sammlerin mit Fischer auf dem Meer eines seiner maritimen Motive. Wasser spielt auch bei den zwei Bildern von Claude Monet in der Sammlung eine Rolle: Le moulin de l’Onbekende Gracht, Amsterdam aus dem Jahr 1871 zeigt eine typische Grachtenansicht der niederländischen Hauptstadt, während das um 1922 entstandene Bild Le pont japonais à Giverny den Garten Monets mit Seerosenteich thematisiert. Darüber hinaus gibt es von Gustave Caillebotte das Interieurbild Mademoiselle Boissière tricotant und die Parkansicht Die Orangenbäume. Weitere impressionistische Bilder der Sammlung sind das Mutter-Kind-Bild Susan consolant l’enfant von Mary Cassatt, das Bildnis eines lesenden Mädchens La lecture von Pierre-Auguste Renoir und die Gartenansicht mit der Tochter der Künstlerin La hotte von Berthe Morisot.

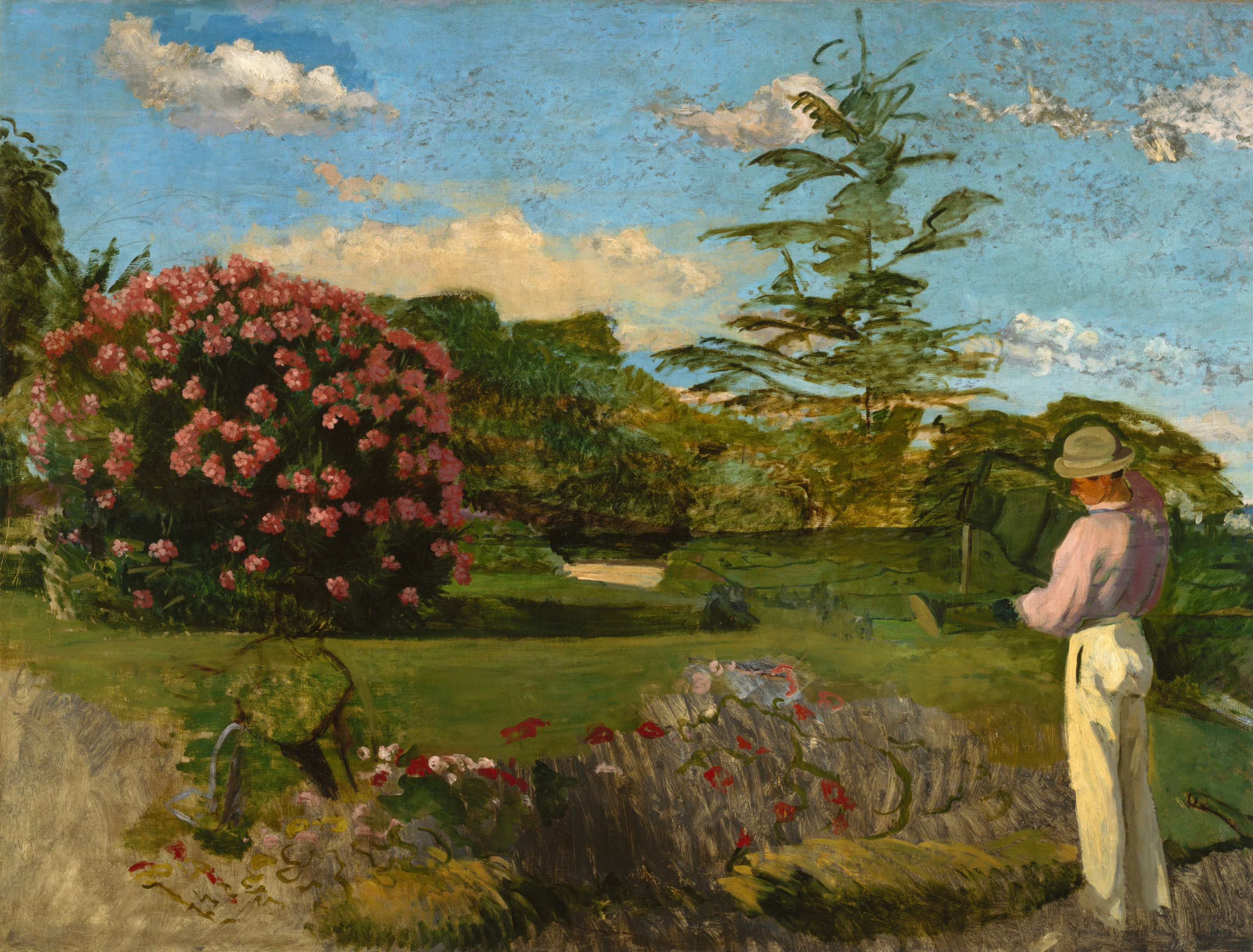
Frédéric Bazille: Le petit jardinier, um 1866–1867
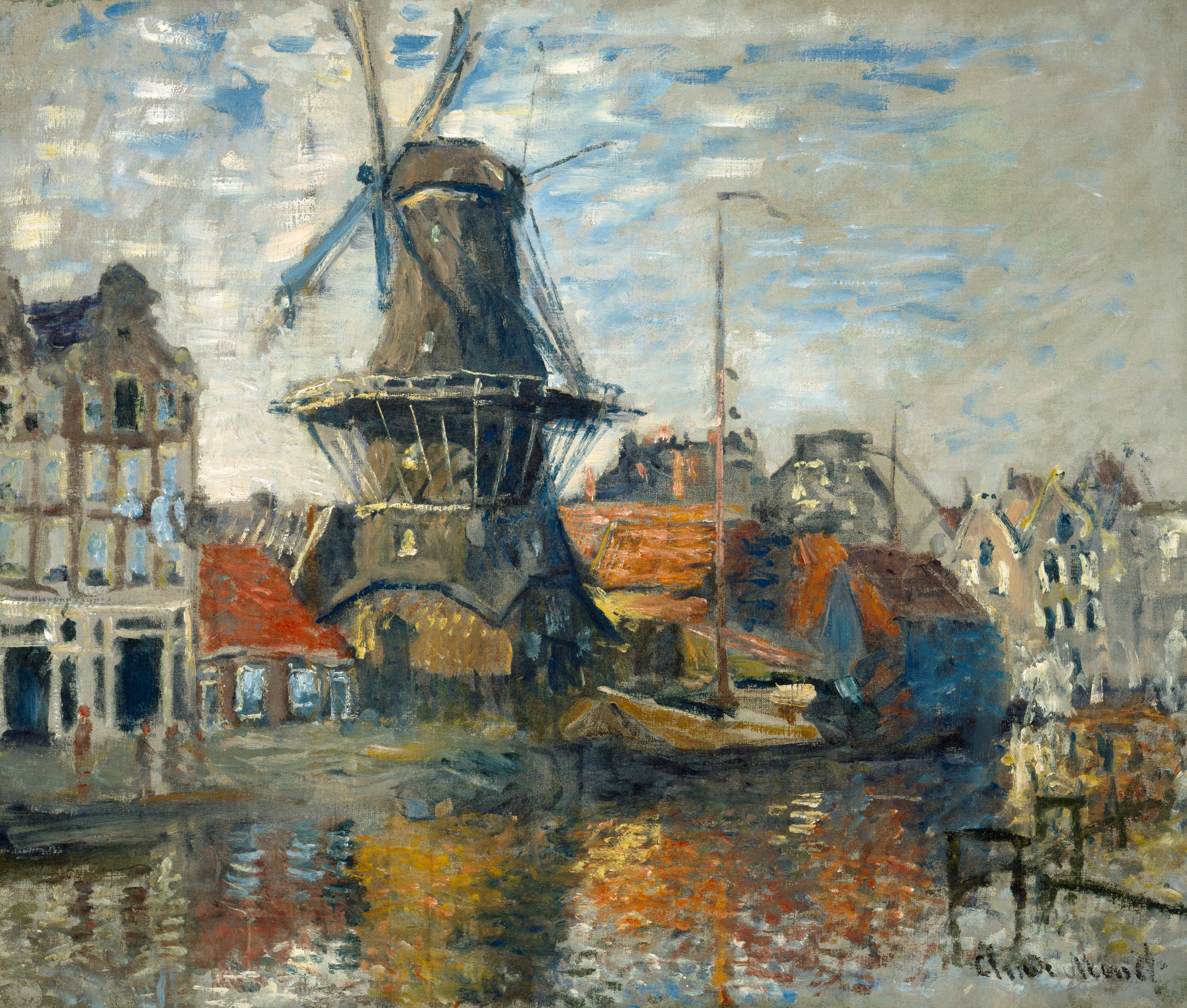
Claude Monet: Le moulin de l’Onbekende Gracht, Amsterdam, 1871
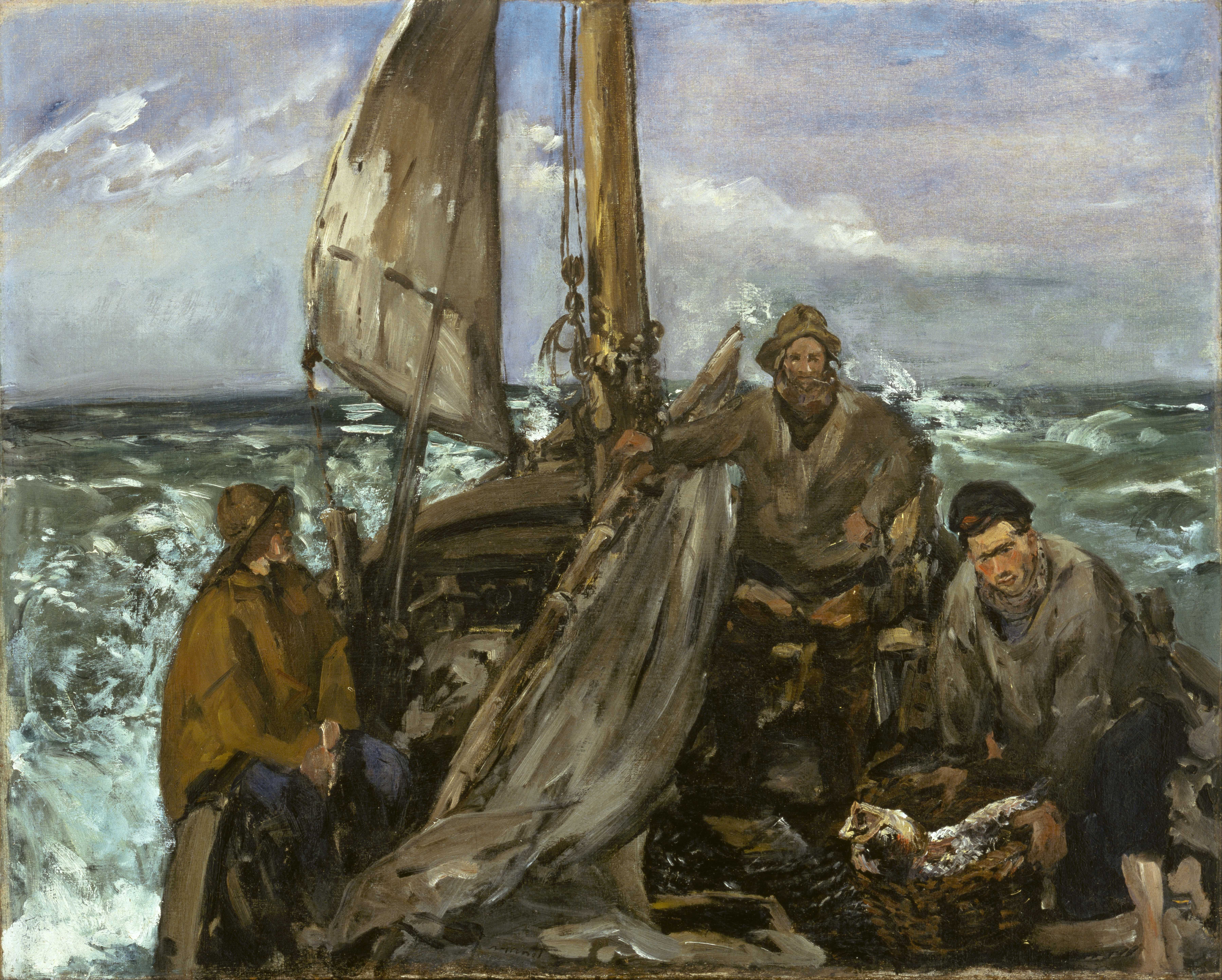
Édouard Manet: Fischer auf dem Meer, 1873
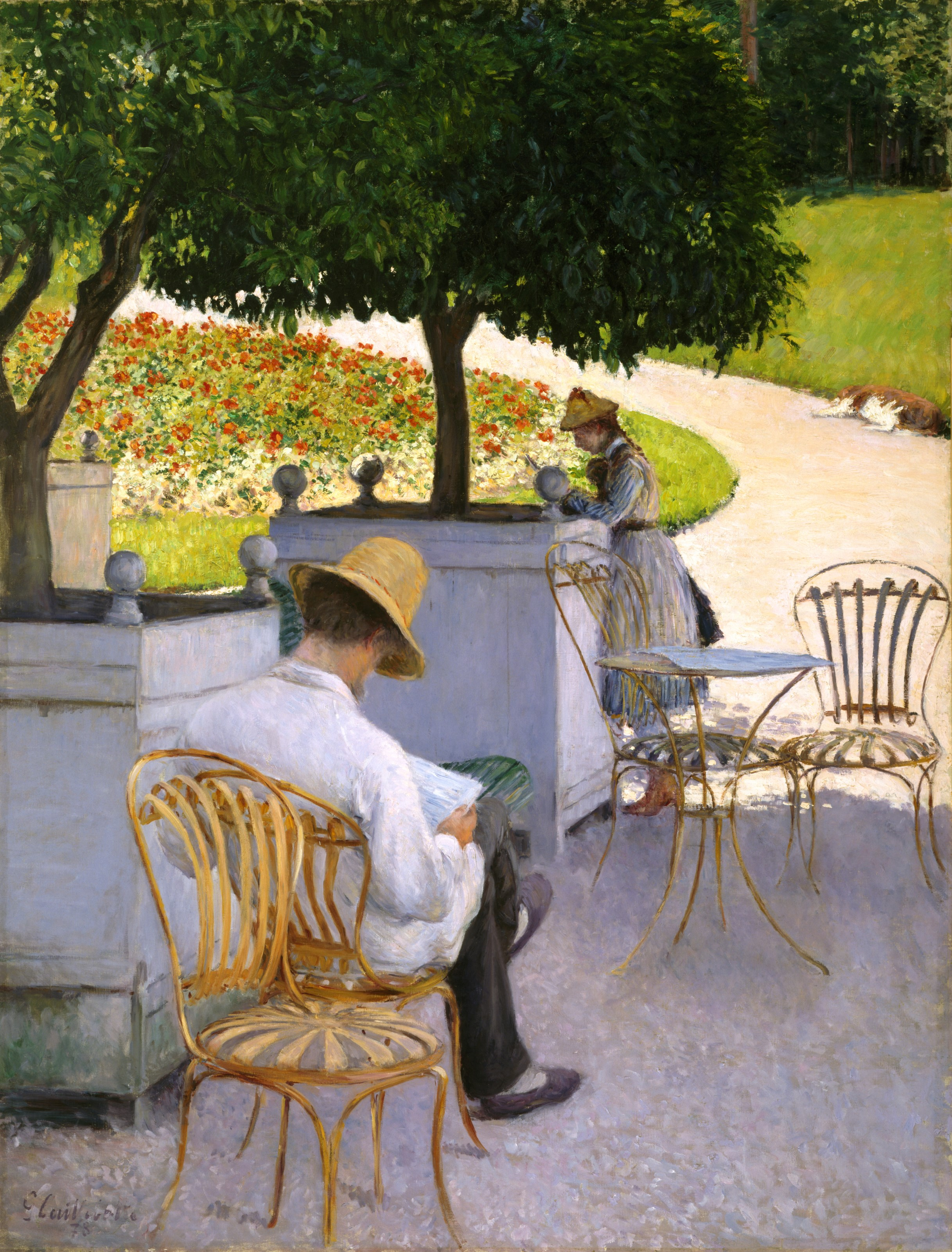
Gustave Caillebotte: Die Orangenbäume, 1878

Zu den Werken des Spätimpressionismus gehört Vincent van Goghs Gemälde Les rochers, das eine Felslandschaft bei Arles zeigt. Ebenfalls in Südfrankreich ist das Landschaftsbild Au fond du ravin von Paul Cézanne entstanden. Von Paul Gauguin hingegen besaß die Sammlerin eine für ihn typische Szene aus Tahiti. Sein Bild Arearea II fällt darüber hinaus durch das ungewöhnliche Fächerformat auf. Von Émile Bernard findet sich in der Sammlung mit Jeune fille brétonne ein Porträt eines Mädchens. Eher ungewöhnlich für Henri de Toulouse-Lautrec ist das Interieurbild À table chez M. et Mme. Natanson, in dem er ein Abendessen bei Freunden festhält. Suzanne Valadon, eine Zeitlang die Geliebte von Toulouse-Lautrec, ist mit einem Selbstbildnis in der Sammlung vertreten. Von ihrem Sohn Maurice Utrillo gibt es mit La maison de Mimi Pinson - Montmartre eine Straßenansicht von Paris, wie sie sich häufig im Werk des Malers findet. Eine weitere Parisansicht in der Sammlung ist La Tour Eiffel von Henri Rousseau. Das Bild zeigt eine imaginäre Ansicht des Eiffelturms bei Sonnenuntergang.
Unter den heute im Museum of Fine Arts aus der Sammlung Beck gezeigten Werken befindet sich auch eine Gruppe von Arbeiten des Pointillismus. Hierzu gehören die Mittelmeerlandschaft Le pin de Bonaventure à Saint-Tropez von Paul Signac sowie die Venedig-Ansicht Soleil couchant sur la Lagune (Venise) von Henri Edmond Cross. Vom selben Künstler ist zudem das Gartenbild La terrasse fleurie zu sehen. Weiterhin gibt es aus der Sammlung Beck von Georges Seurat das Gemälde Jeune femme se poudrant, ein Bildnis der Madeleine Knobloch, das eine Vorstudie zu der bekannten Version des Bildes im Londoner Courtauld Institute of Art ist. Zudem gibt es in der Sammlung das Frauenbildnis Jeune femme blonde au chignon des Belgiers Théo van Rysselberghe.

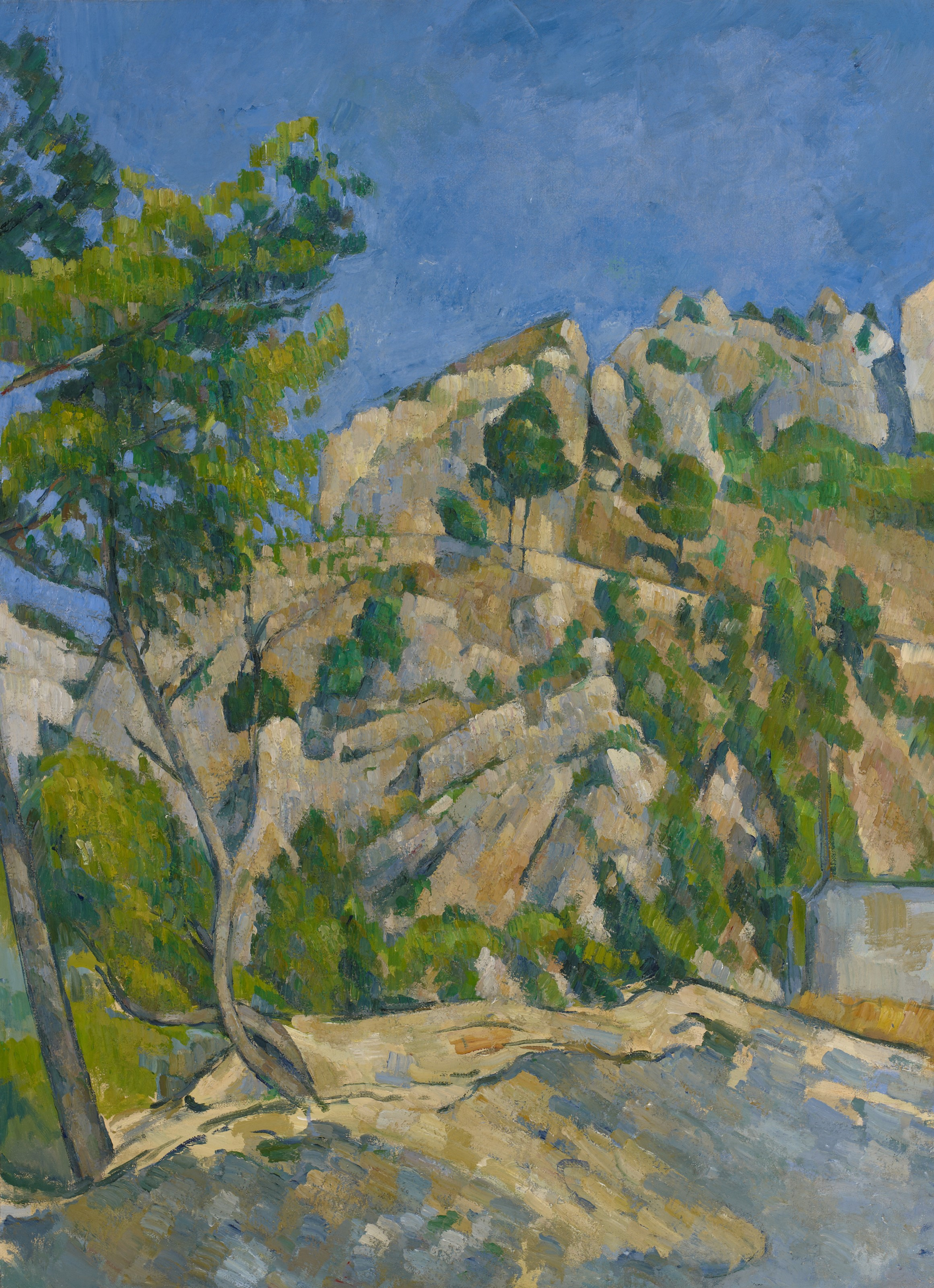
Paul Cézanne: Au fond du ravin, um 1879
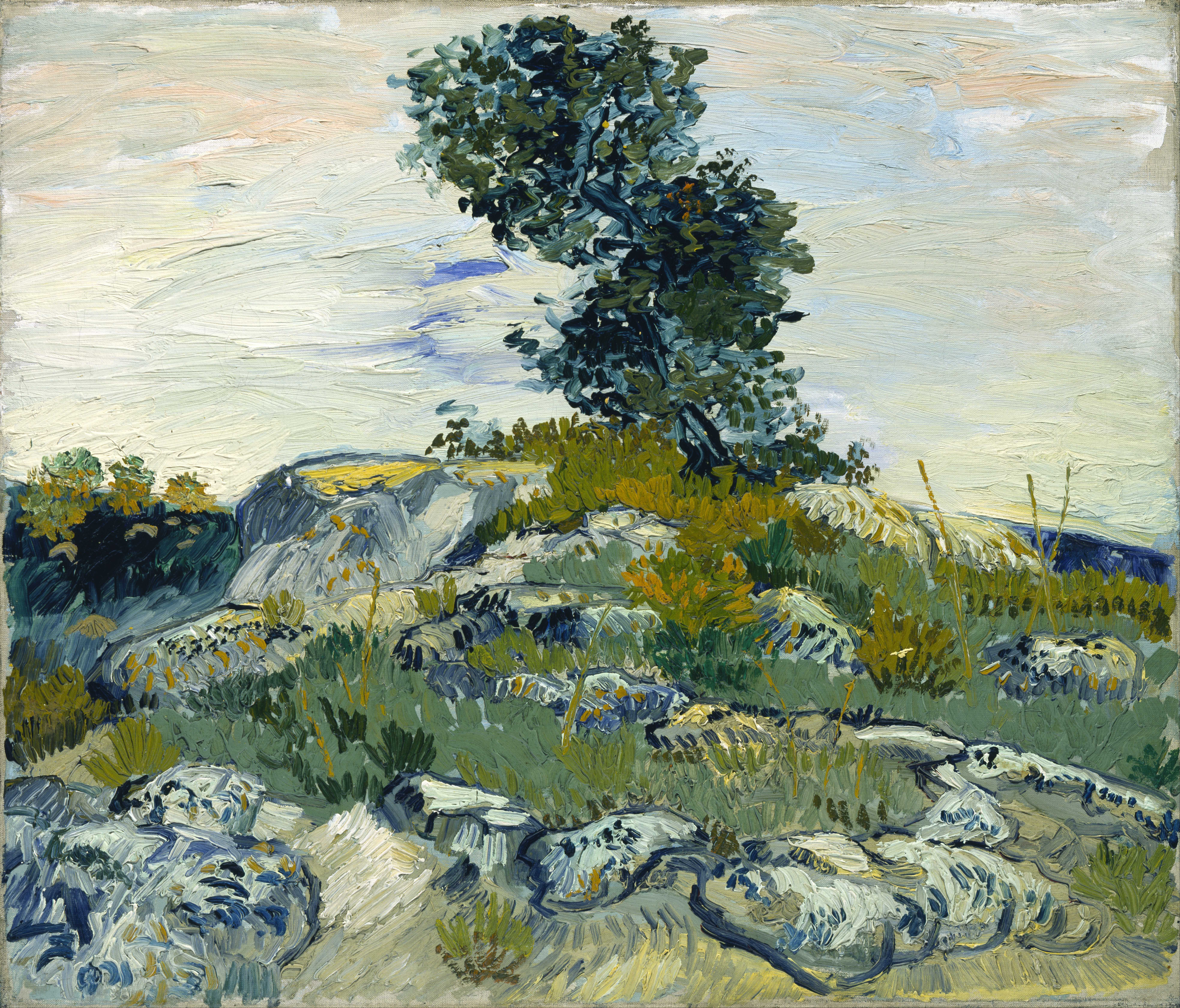
Vincent van Gogh: Les rochers, 1888
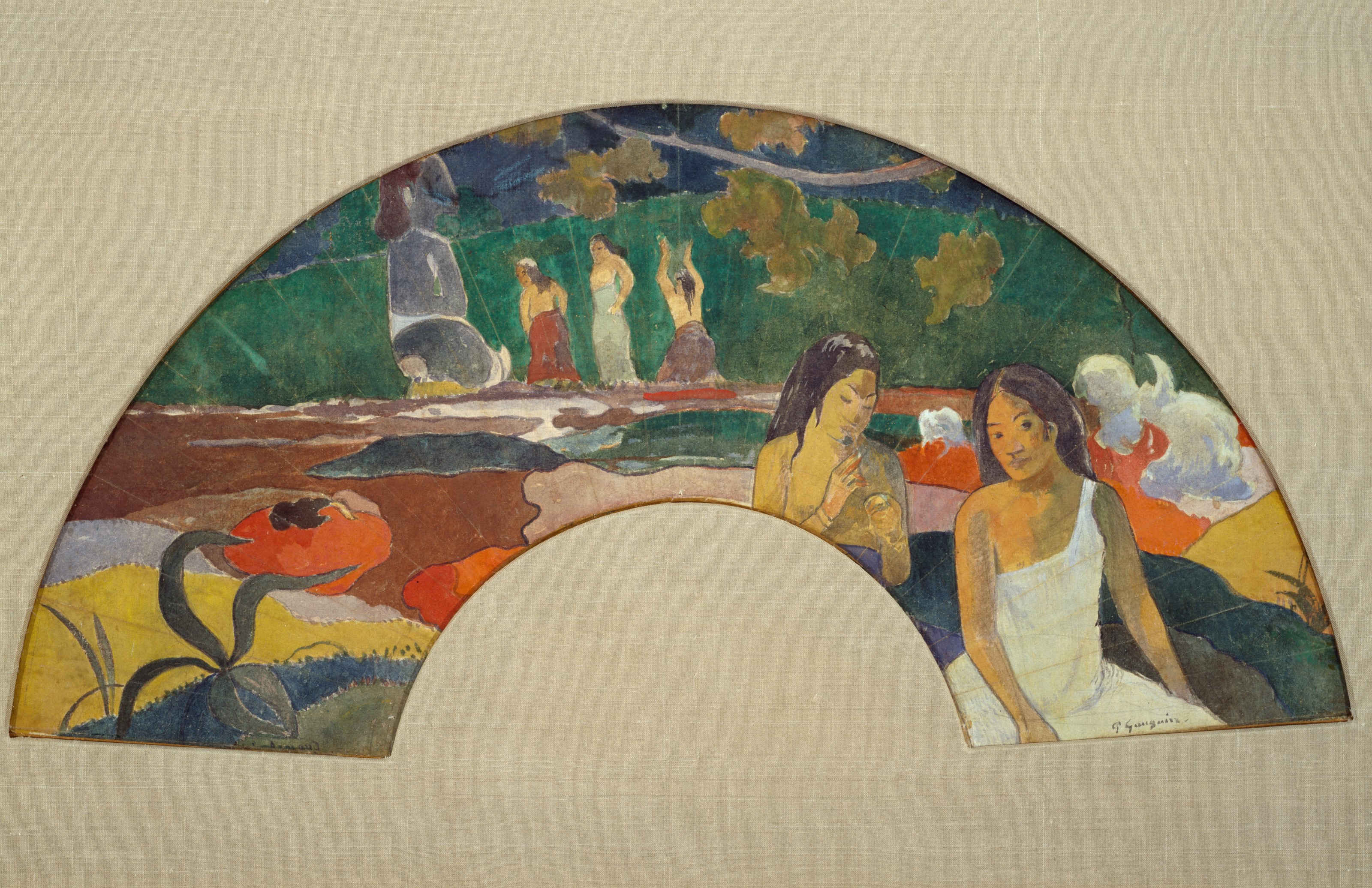
Paul Gauguin: Arearea II, 1894
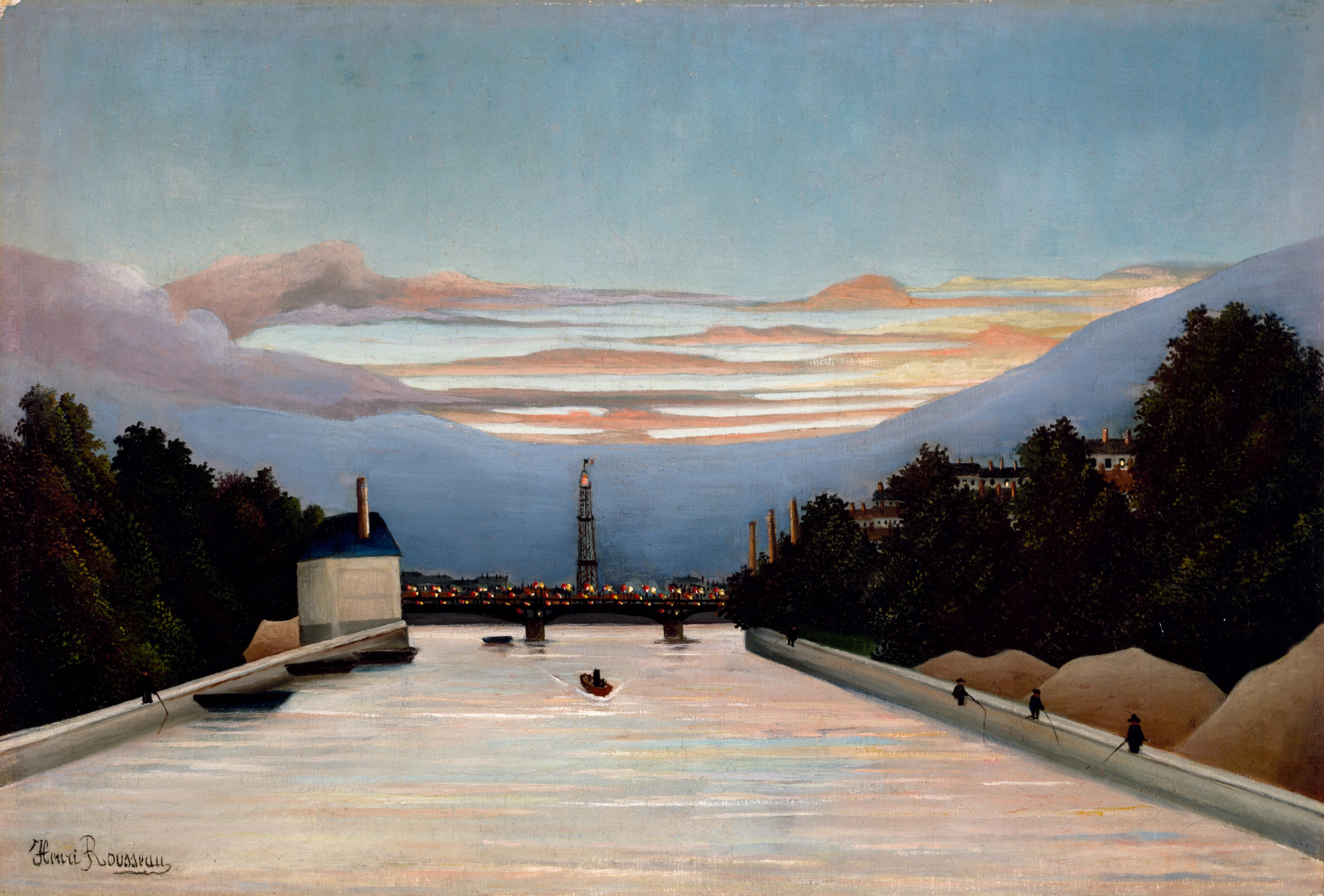
Henri Rousseau: Tour Eiffel, um 1898
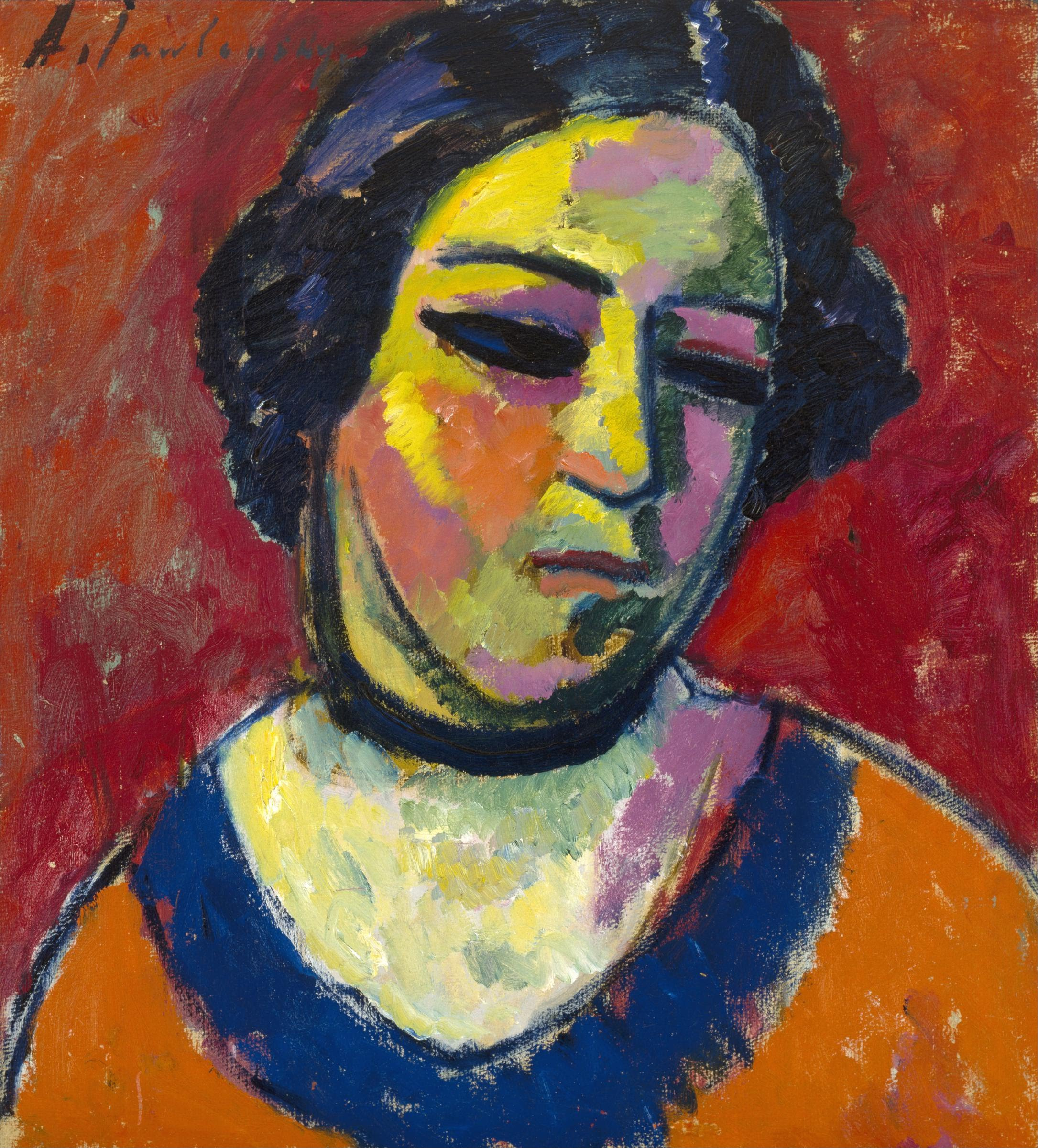
Alexej von Jawlensky: Weiblicher Kopf, 1910

Ein weiterer Schwerpunkt der Sammlung Beck sind Werke des Fauvismus. Hierzu gehören Landschaftsbilder wie La route tournant l’Estaque von André Derain, die Strandszene La pasarelle de Saint-Adresse von Albert Marquet, Paysage de Valmondois von Maurice de Vlaminck, die Hafenansichten Port Saint-Tropez, le 14 Julliet von Henri Manguin, La régate à Anvers von Othon Friesz und Les trois ombrelles von Raoul Dufy. Von de Vlaminck gibt es zudem das Aktbild Grand nu au divan. Hinzu kommen die Frauenbildnisse Le Coquelicot von Kees van Dongen, Le portrait de Madame Valtat von Louis Valtat sowie Femme au manteau violet von Henri Matisse. Jean-Louis Forain ist mit der Ballettszene L’admirateur vertreten. Im Stil der Fauves ist zudem Le Canal Saint Martin von Georges Braque gehalten.
Von Braque gibt es weiterhin das kubistische Bild Barques de pêches. Von Amedeo Modigliani, als Vertreter der École de Paris, erwarb die Sammlerin das Gemälde Portrait de Léopold Zborowski – eines der zahlreichen Bildnisse seines Freundes. Hinzu kamen Bilder der Gruppe Nabis, wie das Interieur Madame Hessel chez elle von Édouard Vuillard sowie die beiden Werke Toilette au bouquet rouge et jaune und Dans l’atelier du peintre von Pierre Bonnard. Weitere Werke des 20. Jahrhunderts sind Vase de fleurs und Deux jeunes filles en fleurs des Symbolisten Odilon Redon, Le poulet und Jeune fille à la poupée von Chaim Soutine und Les trois juges von Georges Rouault. Hinzu kommen Arbeiten wie Weiblicher Kopf von Alexej von Jawlensky, Skizze 160 A von Wassily Kandinsky, Mondaufgang – Soldat und Mädchen von Ernst Ludwig Kirchner und Le femme et les roses von Marc Chagall.